# Grýtubakki
Grýtubakki (is. Grýtubakkahreppur) è un comune islandese della regione di Norðurland eystra.